# GA Night
Das GA Night ist ein Abonnement für den öffentlichen Personenverkehr in der Schweiz. Es ist bis zum 25. Lebensjahr gültig und berechtigt zur freien Fahrt ab 19 Uhr bis Betriebsschluss auf dem Streckennetz des Generalabonnements. Es wurde per 1. Juni 2023 als Nachfolgeprodukt des Abos seven25 lanciert, das seinerseits der Nachfolger des Abos Gleis 7 war. Neu ist beim GA Night, dass es am Wochenende und an allgemeinen Feiertagen bis 7 Uhr gültig ist und somit die ersten Morgenverbindungen mit einschliesst. Der Preis des Jahresabonnements wurde auf 99 Franken gesenkt.
Bis Ende Februar 2024 wurden 89.273 GA Night verkauft.

## Gültigkeit
Wird ein Zug benützt, der vor 19 Uhr abfährt (zum Beispiel 18:55 Uhr), so hat der Fahrgast keinen gültigen Fahrschein, auch wenn die Billetkontrolle erst nach 19 Uhr erfolgt. Massgebend ist die fahrplanmässige Abfahrtszeit.

## Geschichte

### Gleis 7
Das Gleis 7 – in der Romandie Voie 7, in der italienischen Schweiz Binario 7 – war ein Abonnement für Personen bis zu einem Alter von 25 Jahren, das von April 1997 bis Ende April 2019 angeboten wurde. Es wurde zusammen mit der Ideenfabrik BrainStore entwickelt. Zum Fahrplanwechsel am 11. Dezember 2011 wurde der Preis von 99 auf 129 Franken erhöht. Anfang 2018 wurde das Gleis 7 in den Swisspass integriert. Die Gleis 7-Karte erlaubte es, ab 19 Uhr bis Betriebsschluss ohne zusätzliche Fahrkarte unterwegs zu sein (2. Klasse). Unter Umständen mussten jedoch Nachtzuschläge gezahlt werden. Es galt auf dem gesamten Streckennetz der SBB und wurde zudem von etwa 100 Transportunternehmungen in der Schweiz anerkannt. Der Gültigkeitsbereich war nur teilweise identisch mit jenem des Generalabonnements (GA) oder des Halbtaxabos. Ab dem 16. Geburtstag war für den Erwerb eines Gleis 7 ein Halbtaxabo Voraussetzung. Auf den 1. Mai 2019 wurde es von einem Nachfolgeprodukt mit der Bezeichnung seven25 abgelöst, das im ganzen GA-Bereich gültig war und kein Halbtaxabo mehr benötigte.

### Seven25
Das Abonnement mit dem Namen seven25 war der Nachfolger von Gleis 7 und war ebenfalls auf dem Swisspass erhältlich. Es erlaubte dem Besitzer bis maximal zum 25. Lebensjahr freie Fahrt (2. Klasse) auf den GA-Bereichsstrecken ab 19 Uhr am Abend bis am nächsten Morgen um 5 Uhr (offizieller Betriebsschluss). Wie auch beim Generalabonnement war auch hier der Nachtzuschlag nicht inbegriffen. Das Abonnement kostete pro Jahr 390 Franken, wobei es auch eine monatliche Option zum Preis von 39 Franken gab.
Per 1. Juni 2023 wurde das Seven25-Abo durch das GA Night abgelöst.